# Motor em V
Motores em V são motores com os cilindros dispostos de tal modo que formam um "V", quando visto ao longo da linha do eixo (virabrequim).
As configurações mais comuns são os V6 e os V8, sendo as mais freqüentemente encontradas nos automóveis produzidos atualmente, com cilindrada acima de dois litros. São usadas também em automóveis as configurações V10 e V12. As configurações V4 e V16 já foram usadas em automóveis.
A vantagem dos motores em V, na fabricação de automóveis, é o fato de serem mais compactos que os motores em linha, isso permite melhorias no design, na aerodinâmica automotiva e também de serem mais robustos quando mais potentes. É o motor mais usado em esportivos mundiais e nos carros mais caros.
Por terem o ângulo variável, também contribuem no centro de gravidade do carro e também ficam recuados e mais baixos, ajudando na estabilidade.
Os motores V2 e V4 são usados em motocicletas. Nas motocicletas com motor montado transversalmente, apresentam como vantagem principal o fato de tornar a motocicleta mais estreita do que aquelas equipadas com motores de dois ou quatro cilindros em linha. 
Os motores diesel em V são menos utilizados do que aqueles do ciclo de Otto. Os automóveis a diesel visam principalmente a economia de combustível, geralmente possuem 1400cc a 2200cc e quatro cilindros em linha. No entanto, fabricantes como a BMW possuem motores de 3000cc e 4000cc. A Mercedes-Benz e a Audi também possuem motores de cilindrada elevada como por exemplo o conhecido motor 2500cc V6 TDI utilizado no Audi A6.
Relativamente à performance, actualmente um bom, motor a diesel possui uma potência igual ou superior a um motor a gasolina com a mesma cilindrada. A título de exemplo, um BMW 123d com motor de apenas 2000cc possui 204cv e um BMW 335d com 3000cc possui 282cv.
No caso dos motores de caminhões são usados em alguns modelos pesados motores a diesel V8. Também são produzodos caminhões com motores V6, entretanto a maioria é equipada com motor de seis cilindros em linha. O pouco uso dos motores em V nos caminhões se deve ao fato de que o comprimento dos motores de seis cilindros em linha não interfere no design e na aerodinâmica e também por serem mais fáceis e baratos na manutenção. 

## Construção e funcionamento
Embora a construção de um motor em V seja um pouco mais complexa do que a de um motor em linha, os motores em V tem a vantagem de serem mais compactos, especialmente os motores com seis ou mais cilindros. No caso de motores de dois e quatro cilindros há ainda esta vantagem, mas menor, porque os motores de até quatro cilindros em linha são curtos. Motores de 5 ou 6 cilindros em linha são mais longos que os V6 e V8, sendo desvantajosa sua utilização em veículos onde o comprimento é limitante.
O ângulo de abertura de V é um valor teórico que varia em função do número de cilindros. O ângulo de V ideal é aquele que permite que o inicio do ciclo de combustão em cada um dos cilindros ocorra em intervalos regulares (iguais). Motores com bastante cilindros podem ter mais de um ângulo ideal, entretanto motores com ângulo de V muito aberto tornam-se demasiadamente largos para a maioria das aplicações.
Os ângulos ideais são os seguintes:
- Motor V6: 60°, 120º ou 180°
- Motor V8: 90° ou 180°
- Motor V10: 72° ou 144°
- Motor V12: 60º, 120° ou 180°
- Motor V16: 45°, 90°, 135° ou 180°